# Salm-Leuze
Salm-Leuze fou un wild i ringraviat del Sacre Imperi Romanogermànic sorgit de la partició de Salm-Neuweiler el 1696.
El 1738 va heretar el wild i ringraviat de Salm-Kyrburg i llavors la branca va agafar llavors el nom de Salm-Kyburg el 1742 sent elevats aquest any a prínceps. Vegeu Salm-Kyrburg